# Карім Дерман
Карім Дерман (фр. Karim Dermane; нар. 26 грудня 2003) — тоголезький футболіст, півзахисник бельгійського клубу «Ломмель» та збірної Того.

## Клубна кар'єра
У 2013 році став гравцем ганської Західно-Африканської Футбольної Академії (WAFA), заснованої «Феєнордом», після чого з 2019 року виступав на батьківщині за «Планет Фут».

### «Феєнорд»
У січні 2022 року став гравцем нідерландського «Феєнорда», де став виступати за молодіжну команду до 21 року, за яку дебютував у молодіжному чемпіонаті проти «Геренвена».
11 травня 2022 року Дерман дебютував за першу команду в Ередівізі в матчі проти клубу «Гоу Егед Іглз» (1:0), замінивши Єнса Торнстру на 84-ій хвилині.

## Кар'єра у збірній
2022 року провів перший матч за збірну Того U-23 проти збірної Таджикистану. Згодом у її складів забив гол у матчі з однолітками з Малаві.
24 березня 2022 року дебютував за національну збірну Того в товариському матчі зі Сьєрра-Леоне (3:0). Свій перший гол за збірну забив 24 вересня того ж року в товариському матчі проти Кот-д'Івуару (1:2).